# Distrito de San Francisco de Sangayaico
El distrito de San Francisco de Sangayaico es uno de los dieciséis distritos que conforman la provincia de Huaytará, ubicada en el departamento de Huancavelica, bajo la administración del Gobierno regional de Huancavelica, en la zona de los Andes centrales del Perú.
Desde el punto de vista jerárquico de la Iglesia católica, forma parte de la diócesis de Huancavelica.

## Historia
Fue creado mediante Ley N.º 12558 del 26 de enero de 1956, en el gobierno del Presidente Manuel A. Odría.

## Geografía
Abarca una superficie de 70,7 km².

## Autoridades

### Municipales
- 2011 - 2014[2][3]
  - Alcalde: Wilmer Godofredo Cabrera Huamaní, Movimiento Regional Ayni.
  - Regidores:  Elvis Reymundo Robles Aybar (Ayni), Wilmer Antonio Auris Naventa (Ayni), Edgar Cenin Huaroto Morales (Ayni), Silvia Erlinda Tueros Guerreros (Ayni), Juan Alberto Martínez Cabrera (Trabajando Para Todos).[4]
- 2007-2010[5]
  - Alcalde: Percy Armando Cabrera Champe, Partido Unión por el Perú (UPP).

### Policiales
- Comisario:  PNP.

### Religiosas
- Diócesis de Huancavelica[6]
  - Obispo de Huancavelica: Monseñor Isidro Barrio Barrio.[7]